# Коробенко Андрій Вячеславович
Андрій В'ячеславович Коробе́нко (нар. 28 травня 1997, Чернігів) — український футболіст, півзахисник футбольного клубу «Валміера».

## Клубна кар'єра

### Ранні роки
Футболом почав займатися із 7 років у ДЮСШ чернігівської «Десни», куди на перше тренування його привела мати, яка підтримала бажання сина спробувати себе в цьому виді спорту. До цього він 3 роки займався в секції спортивної гімнастики, де багато хлопців були любителями «поганяти м'яч», вони брали Андрія із собою, таким чином він і зацікавився футболом.

### «Шахтар»

#### Молодіжна кар'єра
Потім продовжив навчання в Академії донецького «Шахтаря». Із 2010 по 2014 рік провів 71 матч і забив 2 м'ячі в чемпіонаті ДЮФЛ. 20 серпня 2014 дебютував за юніорську (U-19) команду «гірників» у домашній грі проти донецького «Металурга». За молодіжну (U-21) команду дебютував 4 жовтня того ж року у виїзному поєдинку проти київського «Динамо». У складі команди U-19 ставав переможцем чемпіонату України серед юнацьких команд сезону 2014/15, провівши 13 зустрічей і забивши 1 гол, і фіналістом Юнацької ліги УЄФА в сезоні 2014/15, у якому зіграв в 1 матчі турніру проти команди «Атлетіка».

#### Сезон 2015/16
Грав на передсезонних зборах донецького клубу. 23 вересня 2015 року дебютував за основну команду «Шахтаря» у виїзному кубковому поєдинку проти «Тернополя», вийшовши на заміну замість Дентінью на 71-й хвилині зустрічі, а 21 листопада того ж року вперше зіграв у національному чемпіонаті, вийшовши на заміну замість Марлоса на 82-й хвилині домашнього матчу проти луцької «Волині».

#### Оренда в «Чорноморець» та «Маріуполь»
Наприкінці серпня 2016 року на умовах оренди став гравцем одеського «Чорноморця». До кінця року зіграв у восьми матчах молодіжного чемпіонату і забив 1 гол, після чого повернувся до «Шахтаря», де також продовжив виступи за молодіжну команду.
В липні 2017 року був відданий в оренду в «Маріуполь». У команді провів два сезони, зігравши по одному матчі у кожному з них.

### «Рух» та «Інгулець»
Покинувши «Шахтаря», у 2019 році він опустився до Першої ліги, підписавши контракт із львівським «Рухом», з яким він наступного вийшов у вищий дивізіон. Втім у Прем'єр-лізі втратив місце в основі і на початку 2021 року перебрався в «Інгулець». В команді провів 2,5 роки, поки команда не вилетіла з Прем'єр-ліги.

### «Валміера»
Влітку 2023 року був на перегляді у «Чорноморці», але контракт не був укладений. Натомість гравець став гравцем латвійського клубу «Валміера». Дебютував за клуб 2 вересня 2023 року в матчі проти клубу РФШ, вийшовши на заміну на 55 хвилині.

## Збірна
Із 2015 року грає в юнацькій збірній України (U-19).